# Elephant Sessions
Elephant Sessions est un groupe de musique écossais actif à partir de la seconde moitié des années 2010. Souvent qualifié de « musique néo-trad » ou « post-traditionnelle », leur musique est un mélange de folk, de rock, de funk et de sonorités électroniques.
Ils sortent en 2014 un premier album The Elusive Highland Beauty, avec lequel ils se font remarquer au Royaume-Uni. Ils sont programmés dans de nombreux festivals, dont le prestigieux Glastonbury en 2016, où se produisent le même soir Coldplay, LCD Soundsystem ou encore Earth Wind and Fire.
Leur deuxième album All We Have Is Now est publié en 2017 et remporte le prix d'album de l'année au BBC Scots Trad Music Awards. Le groupe assure des concerts remarqués par la critique au Festival interceltique de Lorient 2017,. Le groupe est reprogrammé lors de l'édition suivante comme tête d'affiche à l'Espace Marine, au même titre que des artistes comme Yann Tiersen ou Manic Street Preachers. 
Le groupe gagne en 2018 une bourse de 25.000 £ de la part de la brasserie écossaise Belhaven, qui récompense chaque année un groupe innovant dans un style de musique traditionnelle. Ce prix leur permet, en plus de la récompense financière, d'être diffusé à la télévision, de participer à une grande parade aux États-Unis en avril 2019, et également de proposer une bière à leur nom : la Elephant Session Ale.
Ils assurent également en janvier 2018 un concert à guichets fermés au Celtic Connections à Glasgow, avant d'entamer une tournée australienne pendant un mois complet en mars 2018.
En août 2018, leur album All we Have is Now figure parmi les vingt meilleurs albums écossais de l'année selon le Scottish Album of the Year Award aux côtés de Franz Ferdinand ou encore Mogwai.
Le 20 septembre 2018, le groupe annonce sur les réseaux sociaux avoir commencé l'enregistrement de leur troisième album, dont la sortie est prévue en 2019.
En novembre 2018, Elephant Sessions remporte le titre de « groupe live de l'année » au BBC Scots Trad Music Awards. Alasdair Taylor est également sélectionné en tant que compositeur de l'année.
Le 11 mars 2019, le groupe annonce sur sa page Facebook la sortie de leur troisième album le 10 mai 2019. L'album s'intitule What Makes You, et sa sortie est suivie d'une grande tournée au Royaume-Uni, aux États-Unis, en Australie et en Europe.

## Discographie
2014 : The Elusive Highland Beauty
2017 : All We Have Is Now
2019 : What Makes You